# Bundesstraße 271
Die Bundesstraße 271 (Abkürzung: B 271) verläuft als Bundesstraße in Rheinland-Pfalz von Neustadt an der Weinstraße im Süden in nördlicher bis nordwestlicher Richtung nach Alzey im Norden. Sie ist 52 km lang.

## Verlauf

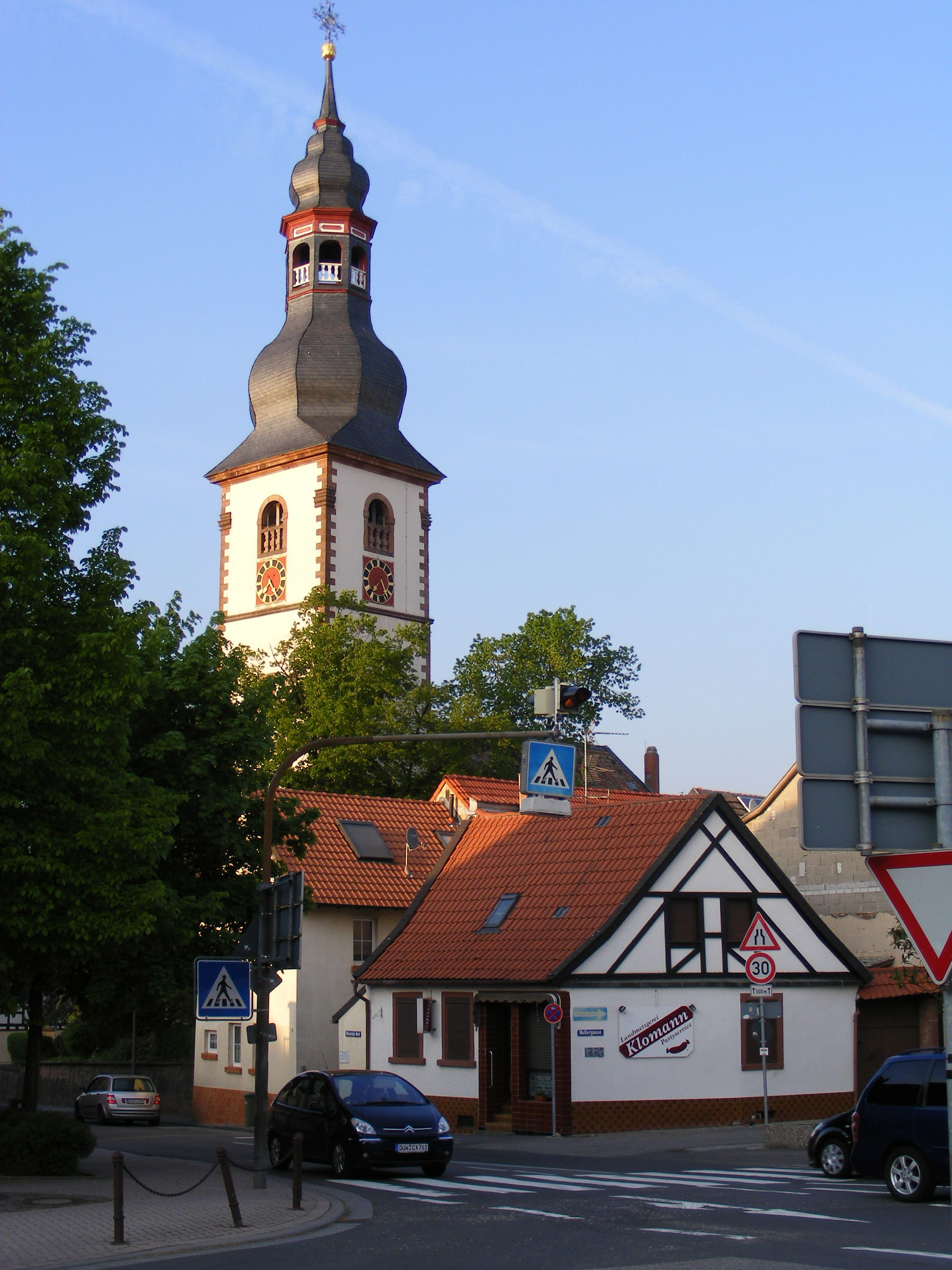
B 271 „alt“ in Kirchheim

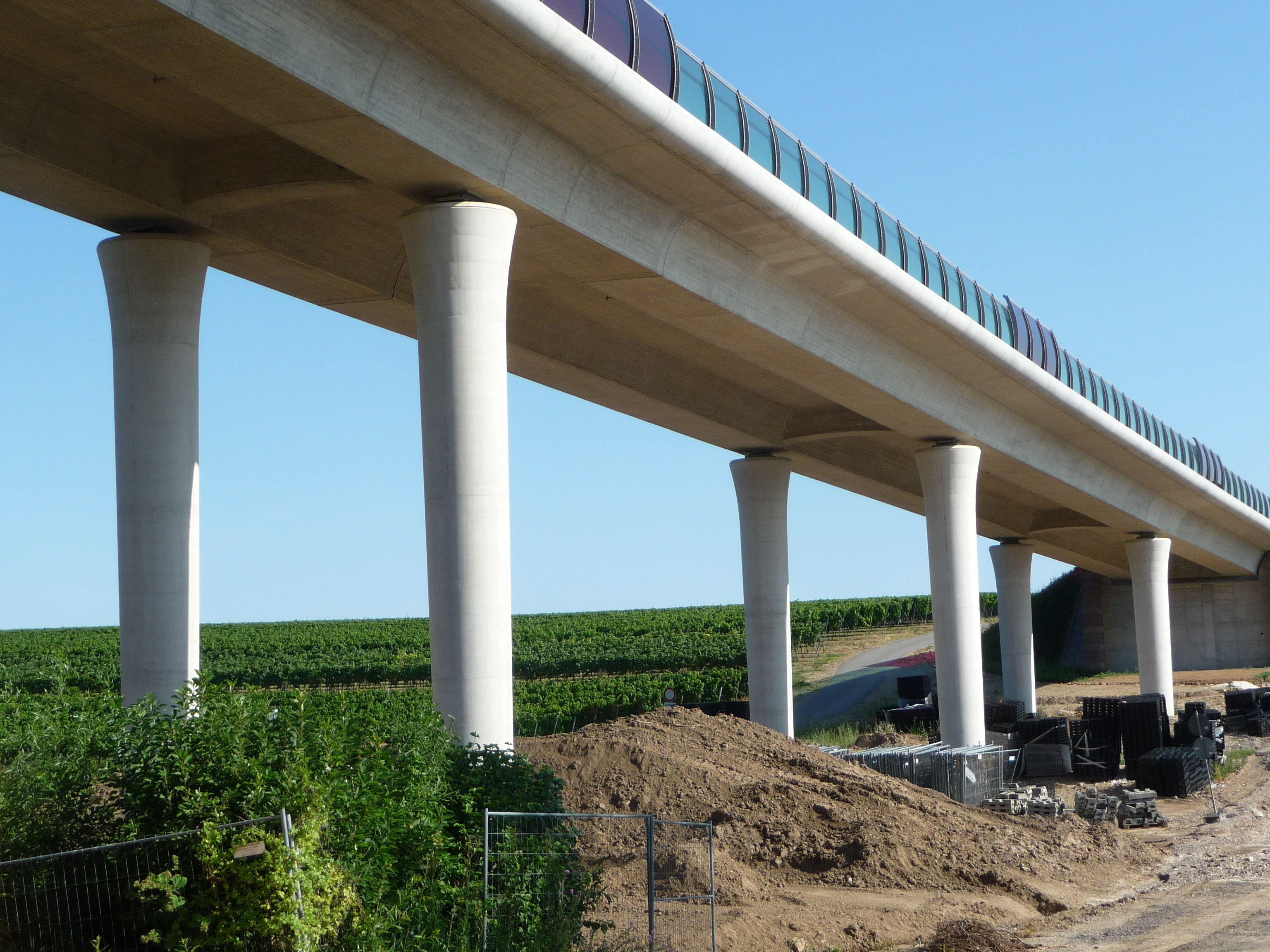
B 271 „neu“ als Westumfahrung von Kirchheim

Die B 271 beginnt in der Pfalz auf der Gemarkung von Neustadt an der Weinstraße an der Anschlussstelle 11 Deidesheim der A 65 (Ludwigshafen–Karlsruhe). Wenige Kilometer entfernt in Neustadt-Diedesfeld befindet sich die geographische Mitte der Deutschen Weinstraße, mit deren Nordabschnitt die B 271 zwischen Neustadt und Bockenheim früher generell identisch war. Dies ist seit der Schaffung von Ortsumgehungen, die in der Regel östlich parallel zur Deutschen Weinstraße verlaufen, nur noch dort der Fall, wo solche Umgehungen noch fehlen.
Zunächst als Kraftfahrstraße und sozusagen als Aneinanderreihung von Ortsumgehungen führt die B 271 in etwa gleichbleibendem Abstand zur westlich davon verlaufenden Bruchkante des Oberrheingrabens an den Kleinstädten Deidesheim und Wachenheim sowie der Kernstadt von Bad Dürkheim vorbei. Nordöstlich von dieser, in deren Ortsteil Ungstein, erreicht sie wieder die Trasse der Deutschen Weinstraße, auf der sie derzeit mit Ausnahme der Westumfahrung Kirchheim sowie der Ostumfahrung Grünstadt auch mitten durch die Ortschaften verläuft.
In Bockenheim endet nicht nur die Deutsche Weinstraße, nördlich der Gemeinde wechselt auch die B 271 nach 33 km von der Pfalz nach Rheinhessen, wobei sie bis ins Alzeyer Hügelland weiterhin der westlichen Bruchkante des Oberrheingrabens folgt. Dabei passiert sie zunächst Monsheim und erreicht schließlich Alzey.
Bis Ende 2014 bildete die B 271, von kleineren Trassenänderungen abgesehen, von Alzey bis Wörrstadt einen Teil der historischen Kaiserstraße, die vor dem Bau der Autobahn 63 zur B 40 gehört hatte. Die ursprüngliche B 271 führte durch Alzey an Albig und Bermersheim vor der Höhe vorbei und durch Ensheim, um kurz vor Wörrstadt an der B 420 zu enden. Die Gesamtstrecke war damit 63 km lang.
Der Abschnitt von Alzey bis Wörrstadt wurde mit Wirkung vom 1. Januar 2015 zur Landesstraße 401 herabgestuft; die B 271 wird stattdessen innerhalb von Alzey auf einem kurzen Abschnitt der bisherigen L 406 zur Anschlussstelle 55 Alzey der Autobahn 61 geführt. Sie endet nun nach 52 km in einem Kreisel an der Autobahnauffahrt in Richtung Autobahnkreuz Alzey mit den Fernzielen Koblenz und Köln. Die anderen Ziele aus dem Kreisel sind die Deutsche Alleenstraße (Abschnitt 7) in Richtung Schafhausen (Landesstraße 406) sowie das Alzeyer Industriegebiet.

## Vernetzungen

### Straßenverkehr
Wichtigste Parallelstrecke der B 271 ist die A 61 (Speyer–Koblenz), die im pfälzischen Südteil durchweg 10 bis 15 km östlich verläuft, sich in Rheinhessen der B 271 immer mehr annähert und sie bei Alzey schließlich erreicht.
Ferner kreuzen – aufgelistet von Süd nach Nord – folgende Straßen etwa im rechten Winkel:
- A 65 (Ludwigshafen am Rhein–Karlsruhe) an der Anschlussstelle 11 Deidesheim
- B 37 (Kaiserslautern–Ludwigshafen) in Bad Dürkheim
- A 6 (Kaiserslautern–Mannheim) an der Anschlussstelle 19 Grünstadt
- B 47 (Kirchheimbolanden–Worms) in Monsheim

### Bahnverkehr
Von Neustadt bis Monsheim verläuft parallel zur B 271 die Pfälzische Nordbahn, eine eingleisige Strecke der Deutschen Bahn, die im Rheinland-Pfalz-Takt befahren wird. An Wochenenden und an Feiertagen fährt hier auch der Elsass-Express von Mainz ins französische Wissembourg.

## Tourismus

### Weinbau

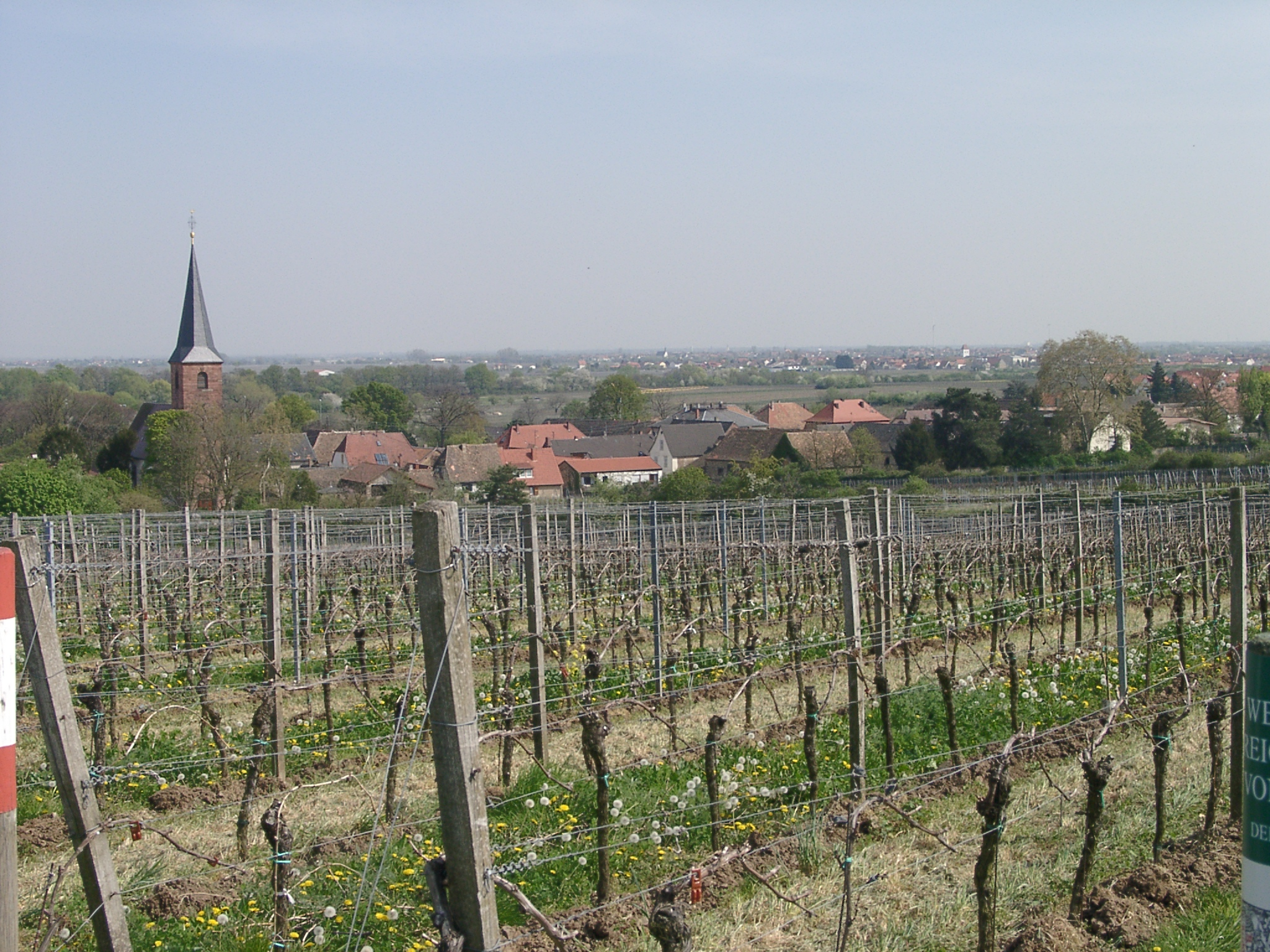
Weinlage Forster Kirchenstück

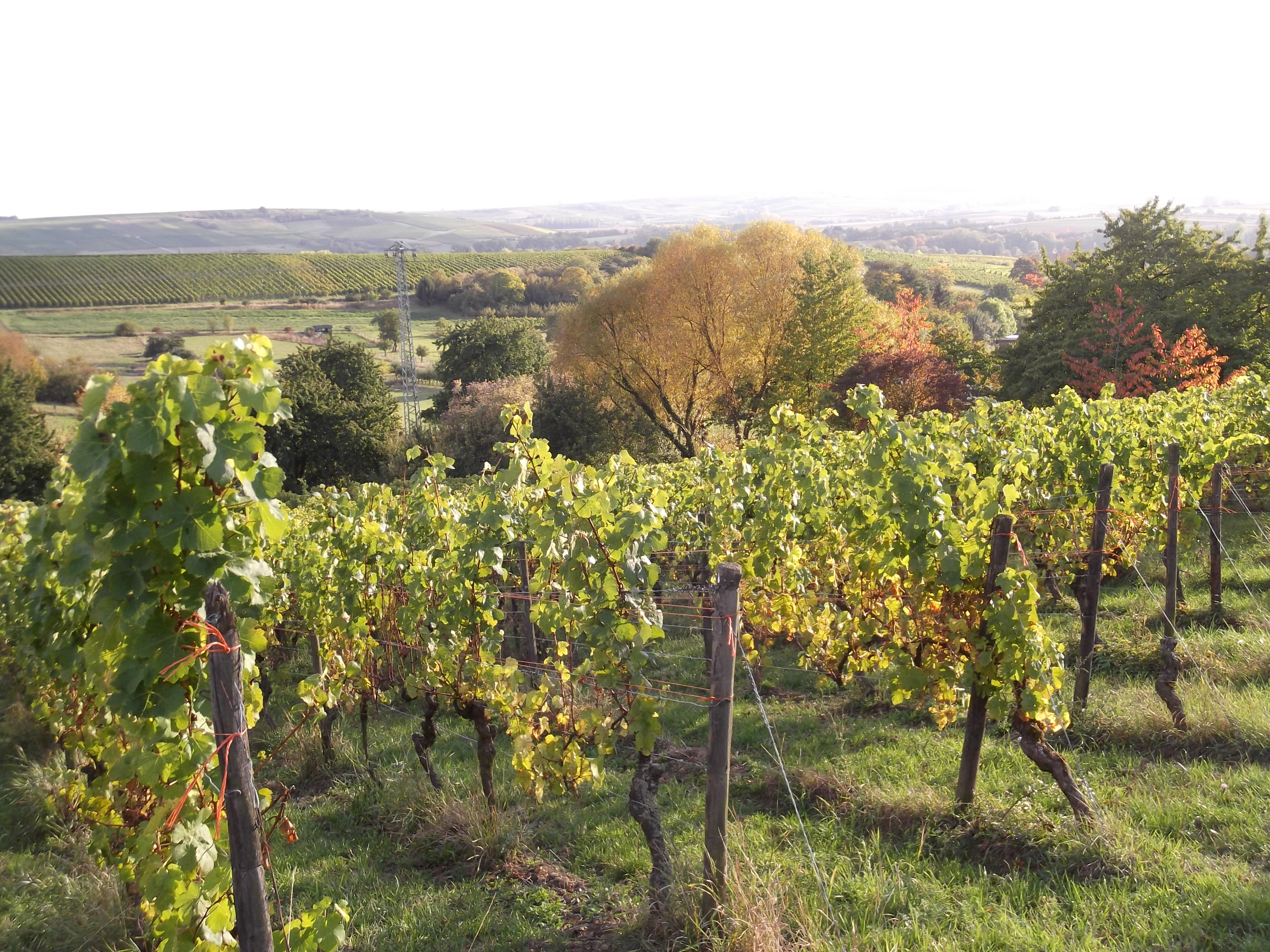
Weinberg in Rheinhessen

Die B 271 führt auf ihrer gesamten Länge durch landschaftlich reizvolles Hügelland, das wegen des milden Klimas überwiegend für den Weinbau genutzt wird.
Der hügelige Landstrich beidseits der Deutschen Weinstraße im Bereich des Grabenbruchs zwischen der Oberrheinischen Tiefebene im Osten und der Haardt bzw. dem Nordpfälzer Bergland im Westen bildet den größten Teil des pfälzischen Weinbaugebiets.
Im Norden schließt sich der Südteil des rheinhessischen Hügellandes an, hinter dem nach Westen zu keine höheren Berge mehr liegen und das Teil des rheinhessischen Weinbaugebiets ist.
Das Klima erlaubt, auch eingeschränkt winterharte Gewächse im Freiland anzupflanzen. So verbreiten manche Orte im Bereich der B 271 durch Mandelbäume, Feigen, Zypressen, Palmen, einige Kakteenarten und bestimmte Bananensorten ein mediterran anmutendes Flair.

### Feste und Sehenswürdigkeiten
In der zweiten Hälfte des 20. Jahrhunderts öffnete sich die Gegend immer mehr dem Tourismus. Während der warmen Monate findet neben der Strecke der B 271 so gut wie an jedem Wochenende irgendwo ein Fest statt – mag es Jahrmarkt, Kerwe oder Weinfest heißen. Zu den bedeutendsten gehören der Dürkheimer Wurstmarkt, das Deutsche Weinlesefest in Neustadt, das Mandelblütenfest in Gimmeldingen, das Eselshautfest in Mußbach, die Geißbockversteigerung und die Weinkerwe in Deidesheim sowie das fünftägige Winzerfest in Alzey, das seit 1933 veranstaltet wird.

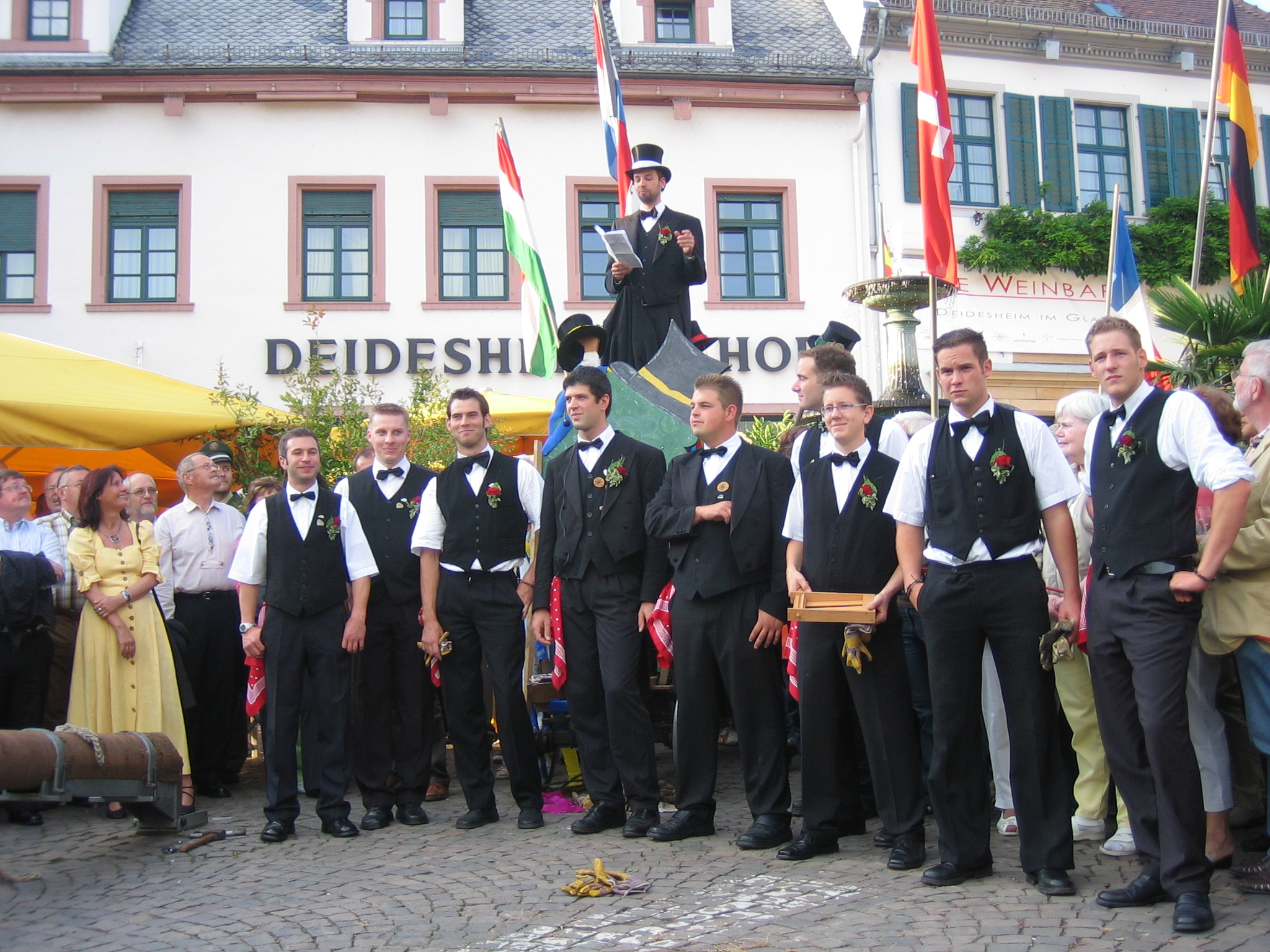
Deidesheim: Weinkerwe mit „Kerweredd“
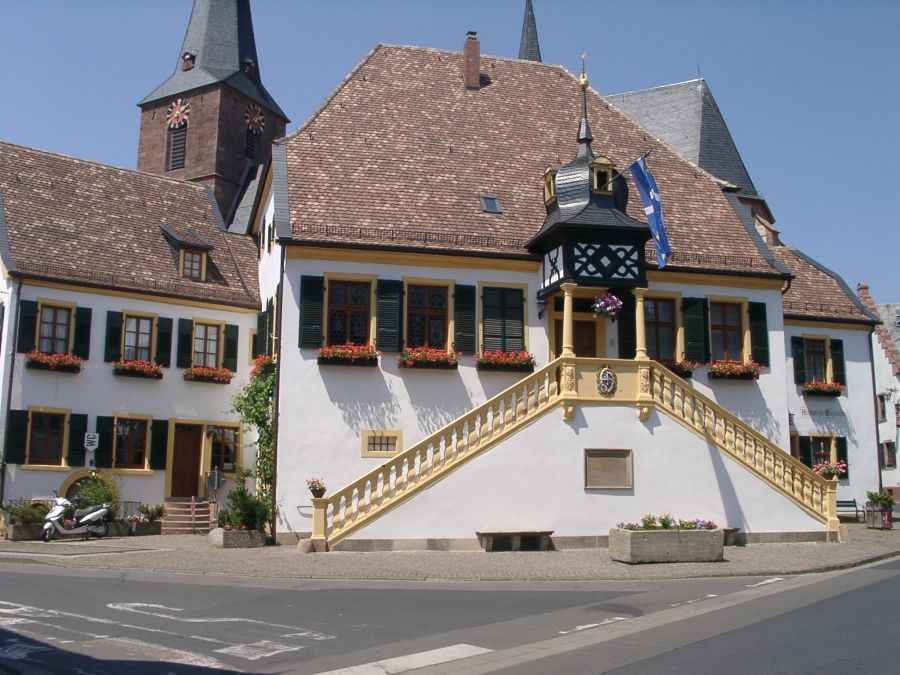
Deidesheim: Historisches Rathaus
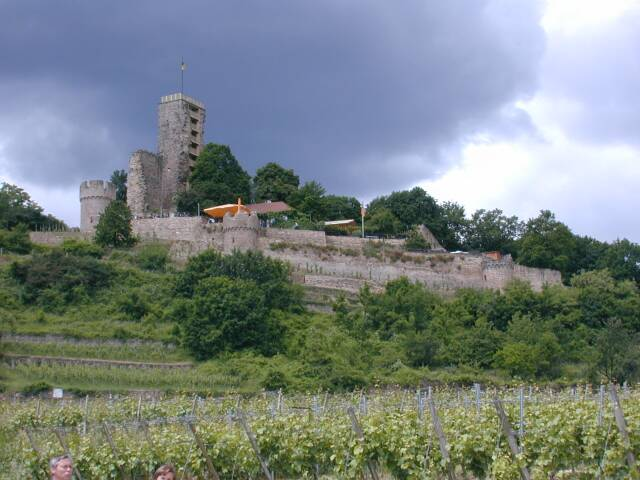
Wachenheim: Wachtenburg
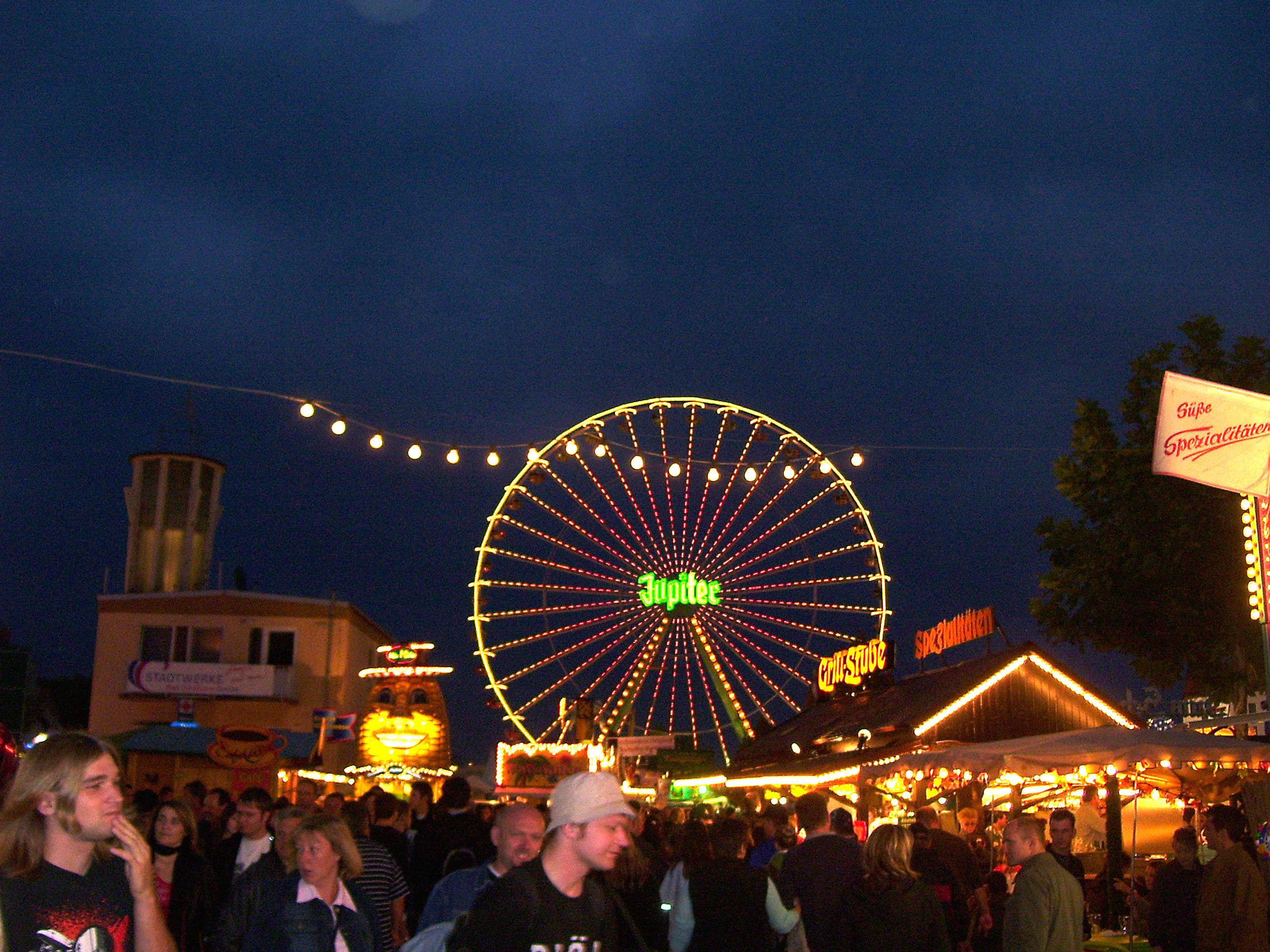
Bad Dürkheim: Wurstmarkt
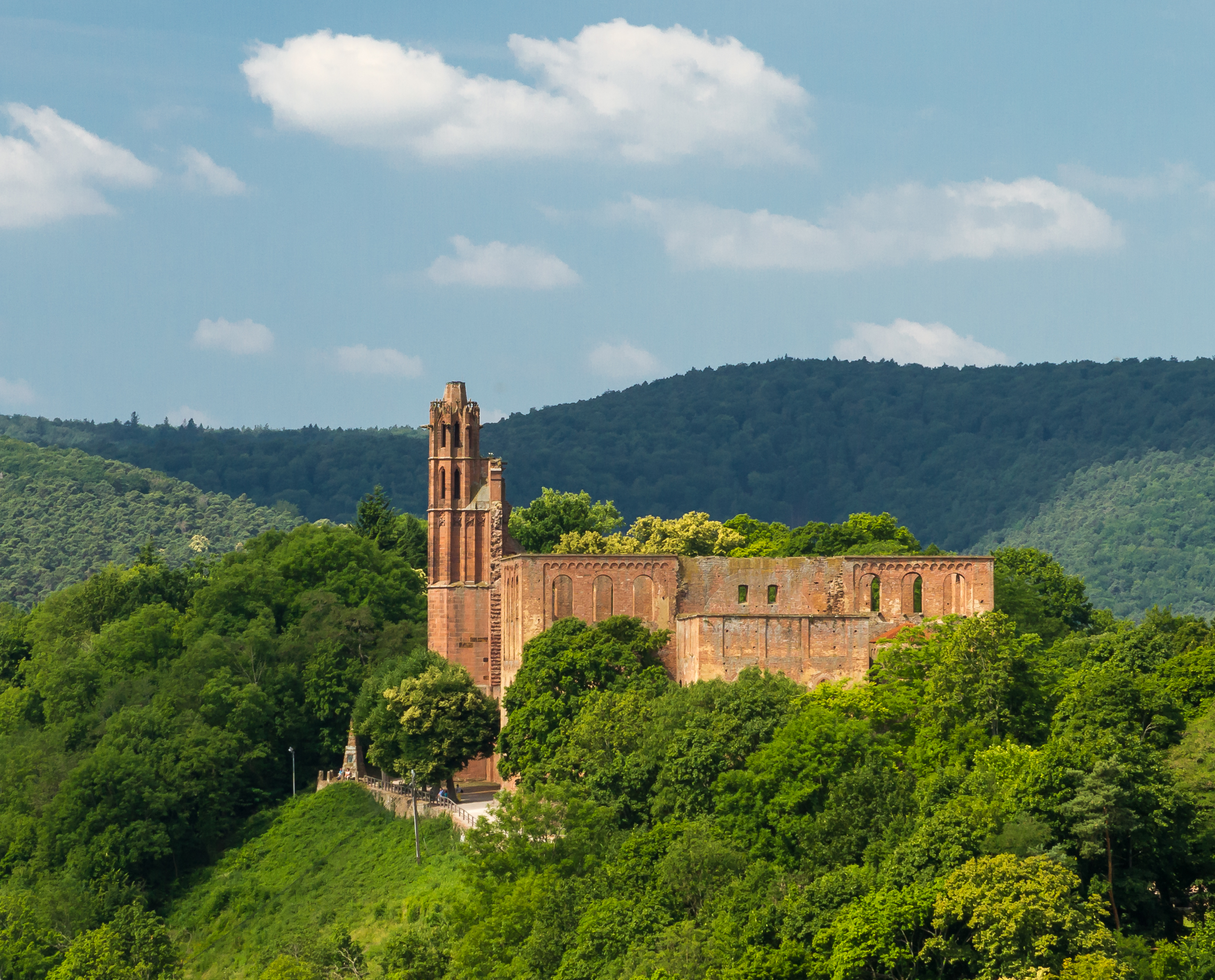
Bad Dürkheim: Kloster Limburg
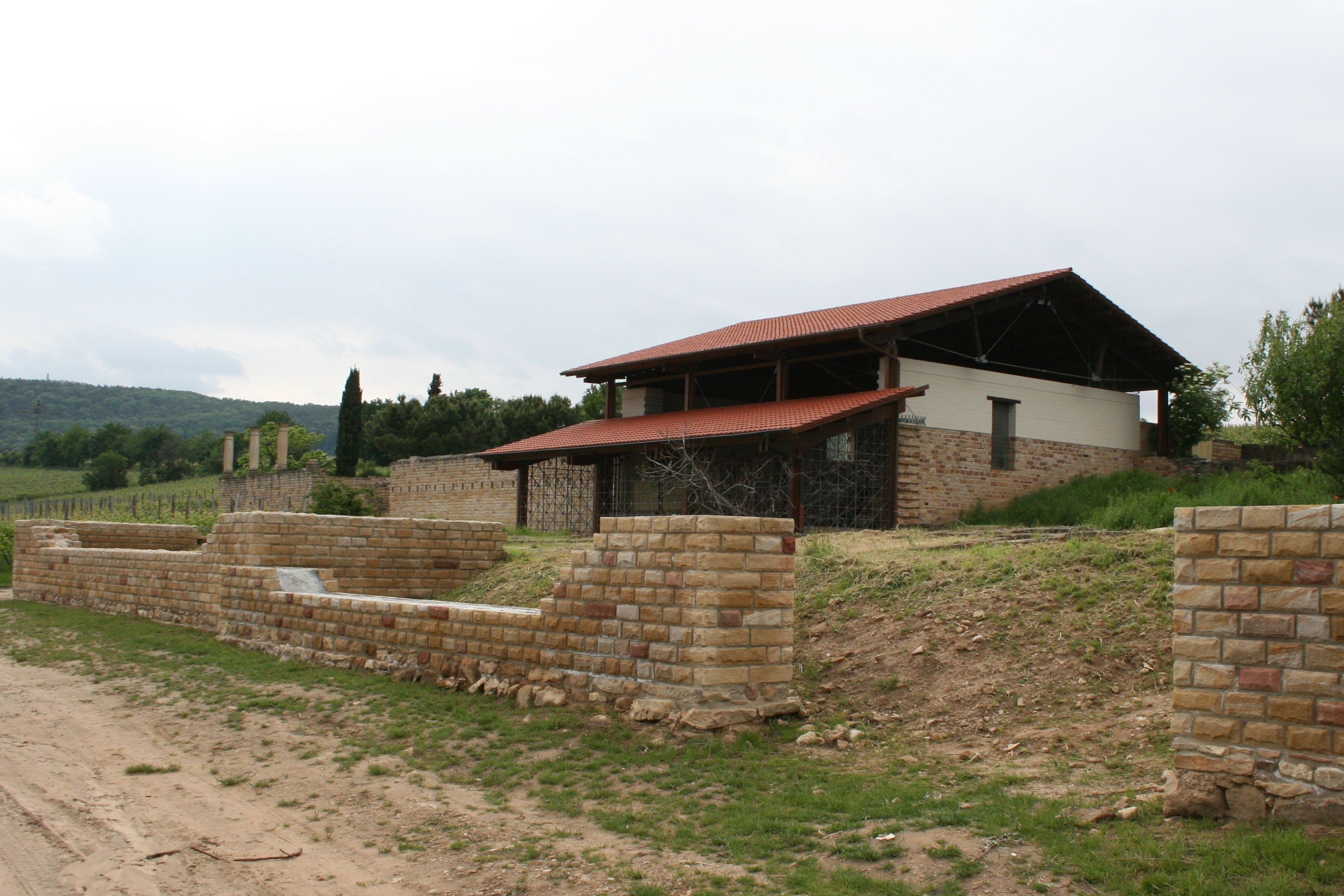
Ungstein: Villa rustica
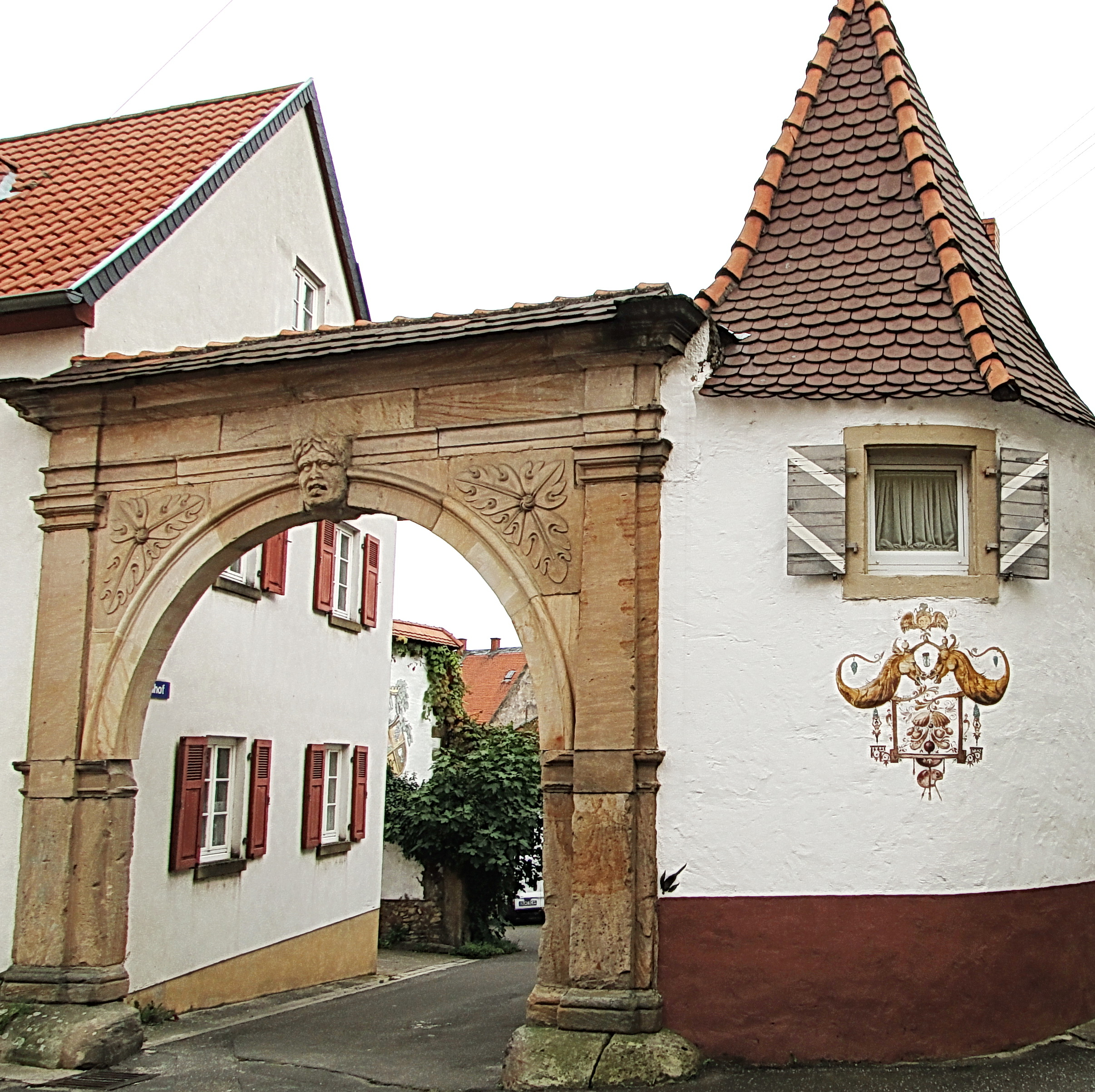
Herxheim am Berg: Pfaffenhof
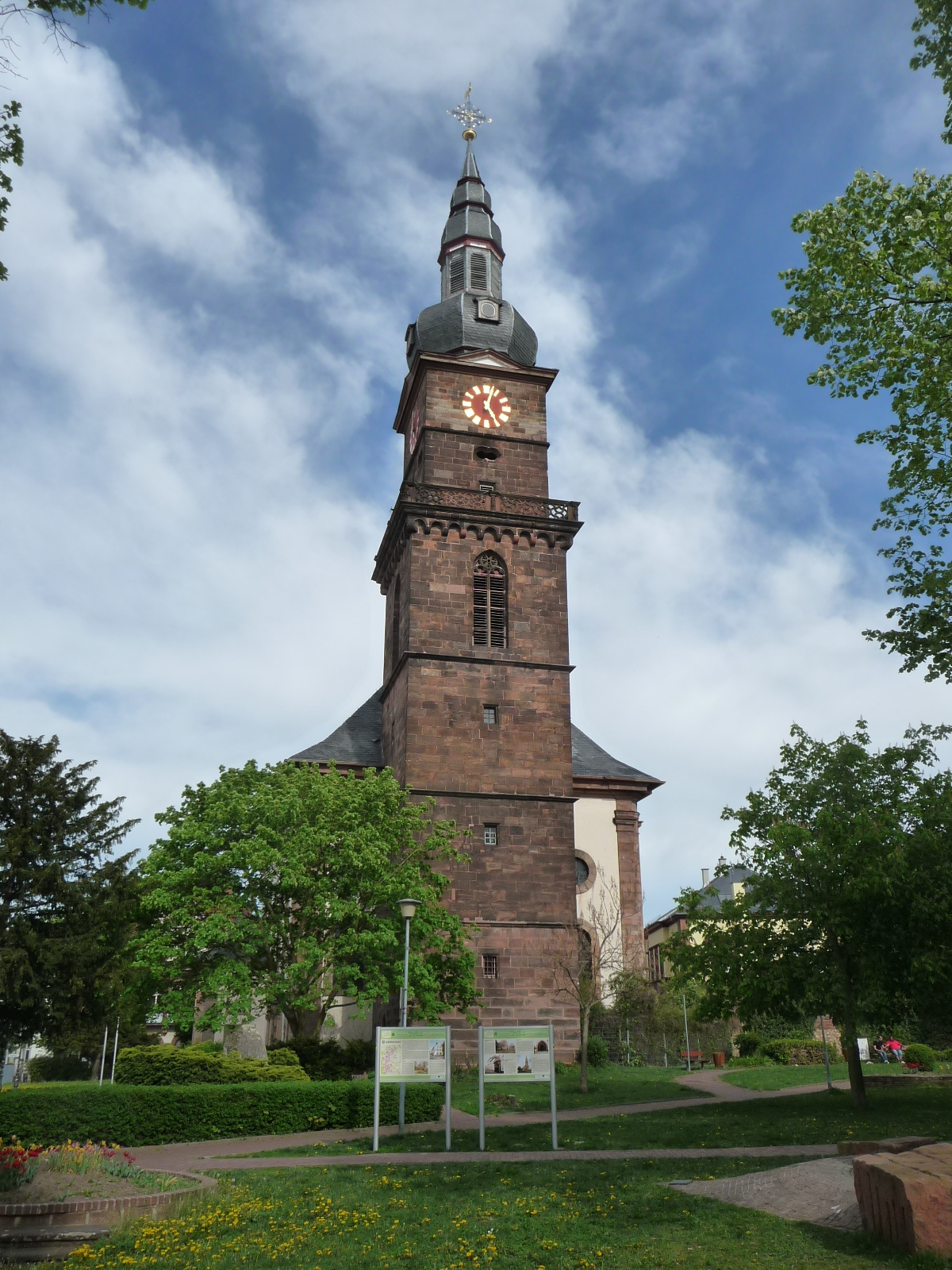
Grünstadt: Martinskirche
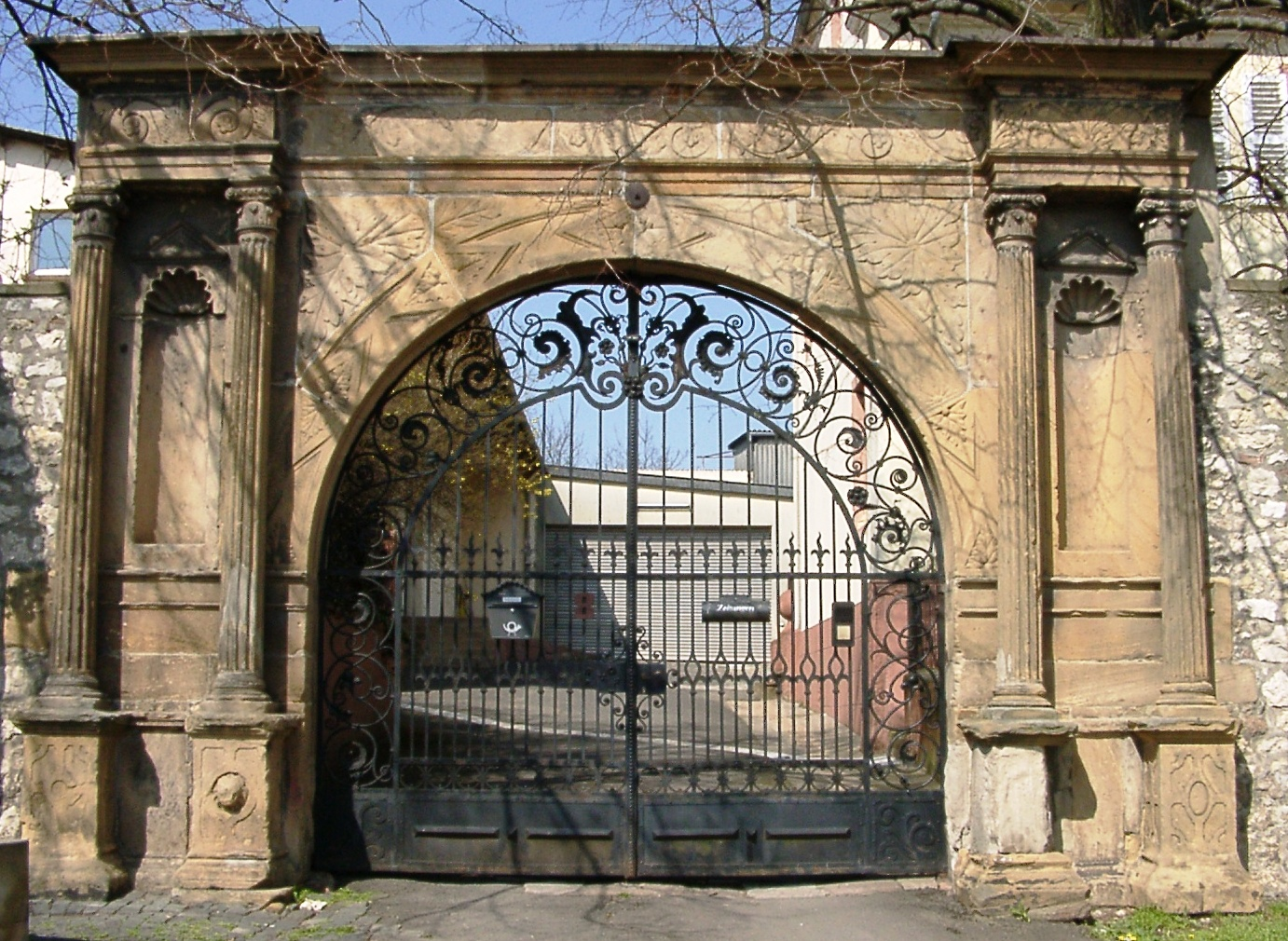
Bockenheim: Emichsburg
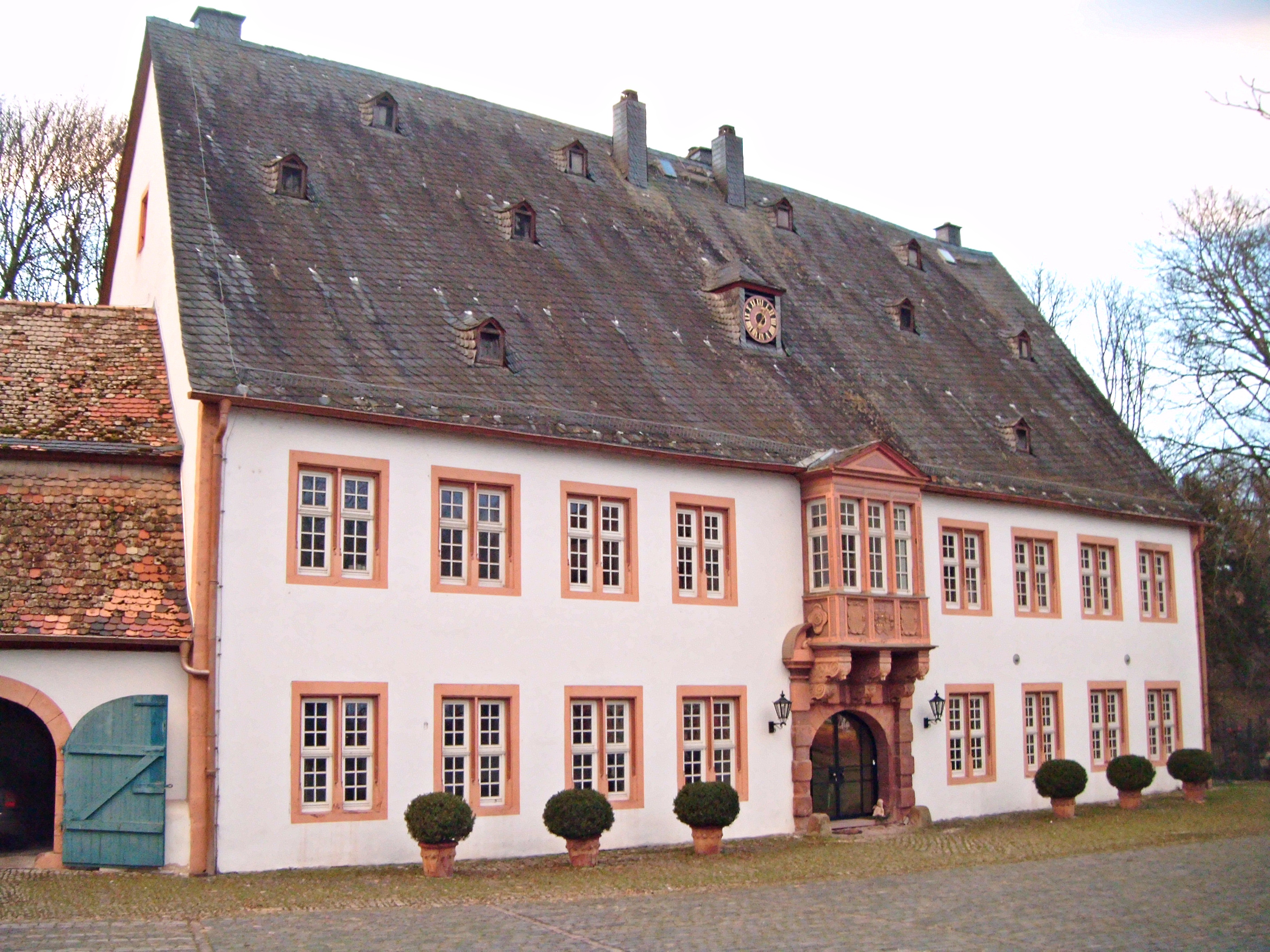
Monsheim: Schloss
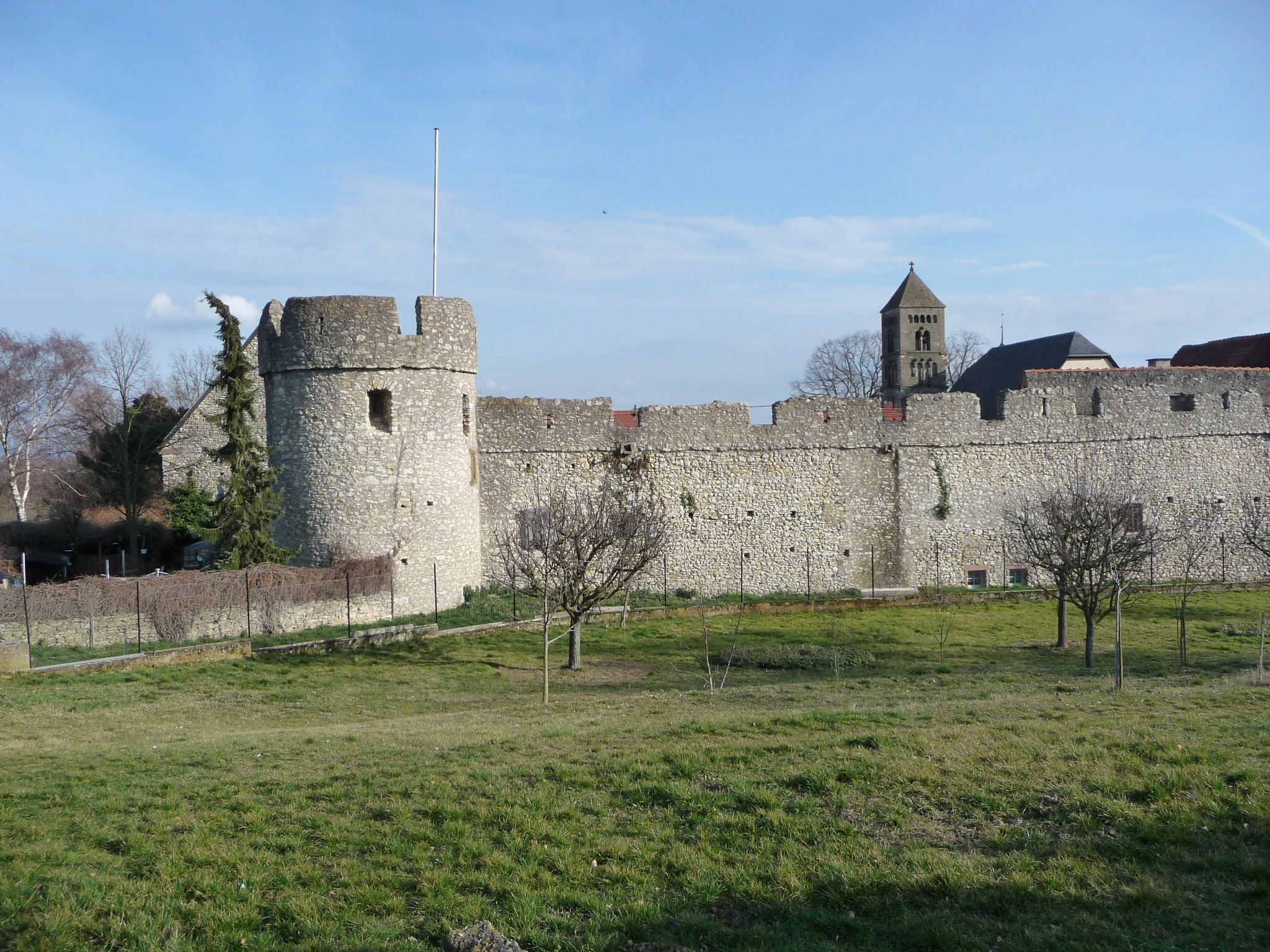
Dalsheim: Fleckenmauer
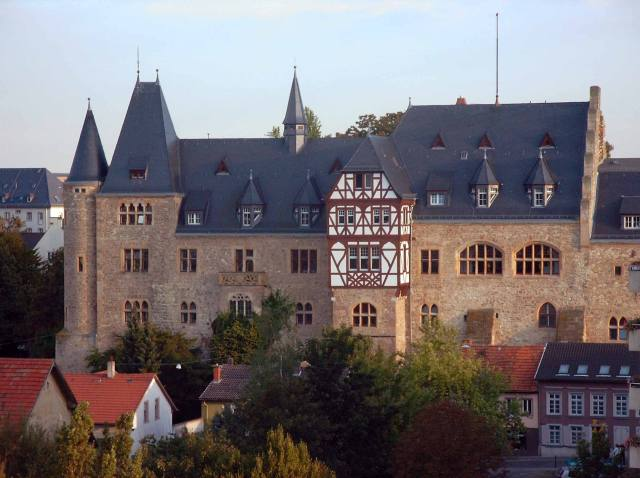
Alzey: Schloss

Zusätzlich zu den alten Winzerorten an oder neben der B 271 gibt es auch noch Sehenswürdigkeiten aus der Römerzeit, z. B. Reste von alten Landhäusern (Villa rustica Weilberg) oder den Steinbruch Kriemhildenstuhl. Vor allem auf den Höhen der Haardt, die sich westlich der B 271 erheben, liegen zahlreiche historische Bauwerke – Burgen, Schlösser und Klöster. Im Alzeyer Hügelland stehen solche Gebäude eher in den Ortskernen. Zu den eindrucksvollsten gehören von Süd nach Nord:
- Burg Winzingen mit Haardter Schloss bei Neustadt an der Weinstraße
- Wachtenburg bei Wachenheim an der Weinstraße
- Hardenburg und Kloster Limburg bei Bad Dürkheim
- Burgen Altleiningen, Neuleiningen und Battenberg im Leiningerland
- Alzeyer Schloss mitten in der Altstadt

Südlich von Grünstadt wird die B 271 gekreuzt vom Eckbach-Mühlenwanderweg, an dem 23 historische und teilweise restaurierte Mühlen liegen. An seinem östlichen Endpunkt, knapp 6 km von der B 271 entfernt, steht die barocke Zweikirche St. Laurentius in Dirmstein, die nach vor Ort modifizierten Plänen des Kirchenbaumeisters Balthasar Neumann errichtet wurde. Die westlich der B 271 gelegenen Täler und Talauen von Wasserläufen wie Isenach, Eckbach, Eisbach, Pfrimm oder Selz bieten noch viel intakte Natur sowie kleine Stauseen wie den Isenachweiher, den Eckbachweiher, den Eiswoog und den Alzeyer Stausee.
Für geologisch Interessierte lohnt sich ein Besuch des Pechsteinkopfes. Der 355 m hohe Berg westlich von Forst verfügt über ein etwa 30 Millionen Jahre altes magmatisches Basaltvorkommen, das bis ins 20. Jahrhundert abgebaut und mit einer Drahtseilbahn zu Tal geschafft wurde. In der Weinlage Forster Pechstein am Berghang gedeihen dank des Basaltbodens Weine, die zu den Spitzengewächsen in Deutschland gezählt werden und oft die Qualitätsstufe Große Lage erhalten.